# فانامادفي
فانامادفي (بالإنجليزية: Vanamadevi)‏ هي منطقة سكنية تقع في الهند في تامل نادو.